# Expert

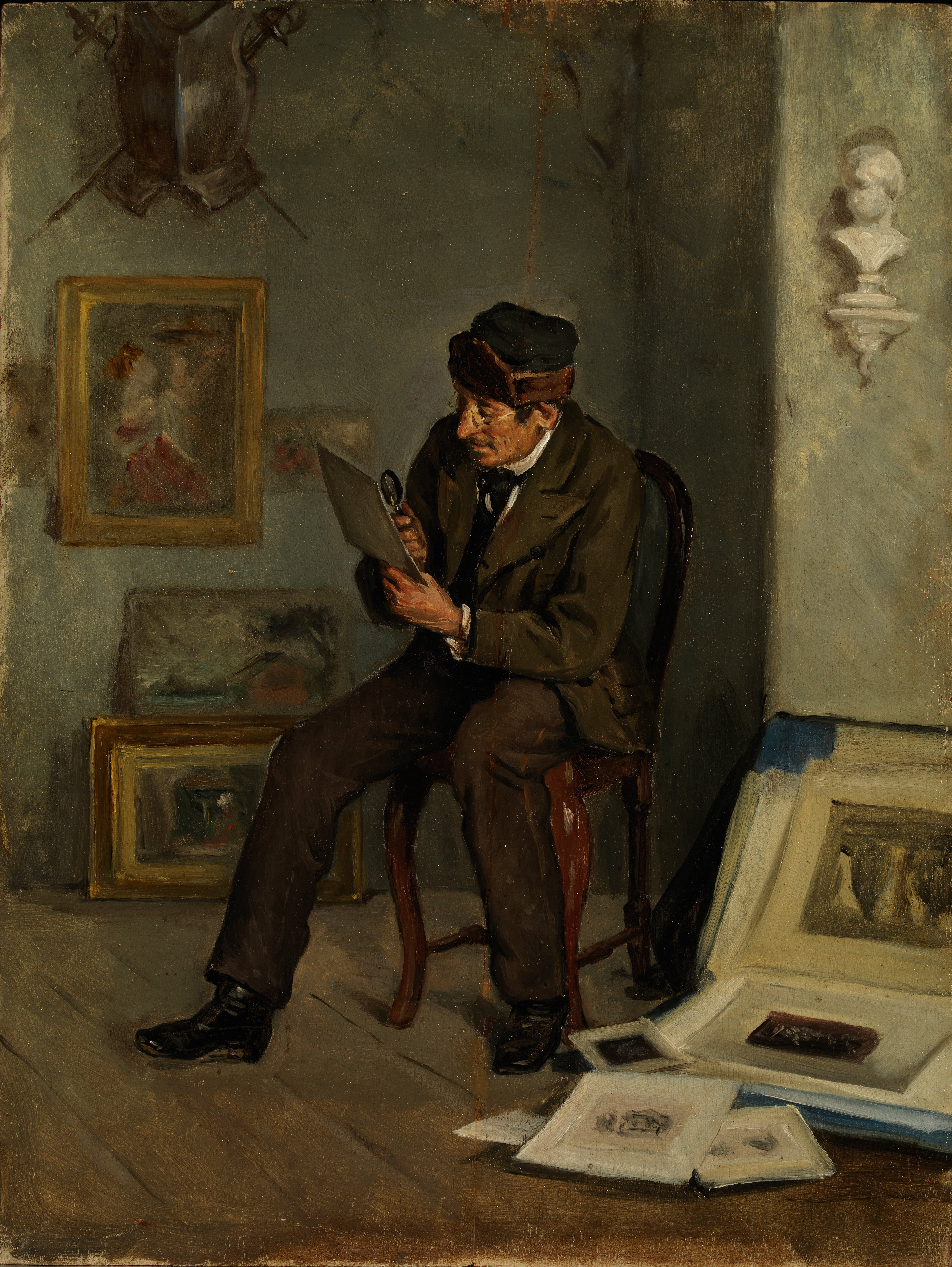

Výraz expert nebo též specialista či odborník[zdroj⁠?!] označuje osobu, která má velké znalosti v  nějakém konkrétním oboru. Vedle teoretických znalostí má expert i praktické zkušenosti a průběžně se v oboru dále vzdělává.
Přechýlené podoby slov jsou expertka, specialistka a odbornice.

## Název
V přeneseném slova smyslu se může v praxi jednat prakticky o jakýkoliv obor lidské činnosti.
Slovo expert se v hovorové mluvě také někdy používá v pejorativním či expresivním smyslu (viz úsloví na to jsi expert)

## Charakteristika
Skutečnost, že někdo má v daném oboru profesionální nebo akademickou kvalifikaci, ještě nutně neznamená, že je v tomto oboru i odborníkem. Na druhé straně se může stát expertem i ten, kdo nemá patřičné formální vzdělání. Označení expert je proto spíše neformální, relativní označení osoby, na které její okolí oceňuje její znalosti a zkušenosti v oboru.